# Reuben Leon Kahn
Reuben Leon Kahn (né le 26 juillet 1887 à Kowno, Empire russe (aujourd'hui Kaunas en Lituanie) – mort le 22 juillet 1979 à Miami) est un immunologiste américain.
Il est surtout connu pour ses recherches sur les réactions sanguines telles le test de Kahn (d), un examen efficace pour la syphilis.